# Мах, Йозеф
Йозеф Мах (чеш. Josef Mach; 25 февраля 1909, Просниц, Австро-Венгрия, ныне Простеёв, района Простеёв, Оломоуцкий край, Чехия — 7 июля 1987, Прага, ЧССР, ныне Чехия) — чешский и чехословацкий киноактёр, сценарист, режиссёр.

## Биография
В начале своей карьеры работал журналистом, выступал на сцене, затем в 1938 году был назначен помощником режиссёра короткометражных фильмов киностудии «Grafo».
С 1946 года Йозеф Мах — режиссёр художественных фильмов, снятых на студии «Баррандов» в Праге и нескольких кинолент на студии DEFA (ГДР).
Широко известен, прежде всего, фильмом «Сыновья Большой Медведицы» с Гойко Митичем в главной роли, и нескольких вестернов 1960-х годов на DEFA. Снимал фильмы разнообразные по жанру: детективные киноленты, кинокомедии, фильмы-биографии, детские фильмы и сказки.

## Награды
Лауреат Государственной премии Чехословакии (1952):

за объективную, взвешенную и успешную режиссерскую работу в фильмах со злободневной тематикой, особенно в фильме «Операция Б»

## Избранная фильмография

### Актёр
- 1920 — Nikyho velebné dobrodružství
- 1934 — Rozpustilá noc
- 1934 — Poslední muž
- 1937 — Naši furianti
- 1958 — Tři přání cestující

### Сценарист
- 1939 — Ženy u benzinu
- 1940 — Okénko do nebe
- 1940 — Dceruška к pohledání
- 1941 — Advokát chudých
- 1942 — Městečko na dlani
- 1942 — Host do domu
- 1943 — Čtrnáctý u stolu
- 1945 — Bludná pouť
- 1946 — V horách duní
- 1946 — Velký případ
- 1947 — Portáši
- 1948 — Dravci
- 1948 — Zelená knížka
- 1949 — Vzbouření na vsi
- 1949 — Rodinné trampoty oficiála
- 1949 — Tříšky
- 1953 — Rodná zem
- 1956 — Hrátky s čertem
- 1956 — Muž v povětří
- 1957 — Florenc 13:30
- 1958 — Hořká láska
- 1958 — Zatoulané dělo
- 1960 — Valčík pro milión
- 1961 — Florián
- 1962 — Prosím, nebudit!
- 1968 — Objížďka
- 1970 — Пропавшие банкноты
- 1971 — Člověk není sám
- 1973 — Tři nevinní
- 1976 — Paleta lásky
- 1977 — Tichý Američan v Praze

### Режиссёр
- 1946 — Velký případ
- 1946 — Никто не знает ничего / Nikdo nic neví
- 1948 — Na dobré stopě
- 1948 — Zelená knížka
- 1949 — Vzbouření na vsi
- 1949 — Rodinné trampoty oficiála
- 1949 — Tříšky
- 1950 — Racek má zpoždění
- 1952 — Операция Б / Akce B
- 1953 — Rodná zem
- 1956 — Hrátky s čertem
- 1957 — Отправление 13:30 / Florenc 13:30
- 1958 — Hořká láska
- 1958 — O věcech nadpřirozených
- 1958 — Заблудившееся орудие / Zatoulané dělo
- 1960 — Valčík pro milión
- 1961 — Florián
- 1962 — Prosím, nebudit!
- 1963 — Tři chlapi v chalupě (сериал)
- 1966 — Сыновья Большой Медведицы / Die Söhne der Großen Bärin
- 1966 — Чёрная пантера / Schwarze Panther
- 1968 — Объезд / Objížďka
- 1970 — Пропавшие банкноты / Na kolejích čeká vrah
- 1971 — Человек не одинок / Člověk není sám
- 1973 — Трое невиновных / Tři nevinní
- 1976 — Палитра любви / Paleta lásky
- 1977 — Тихий американец в Праге / Tichý Američan v Praze

## Интересные факты
В качестве режиссёра детективных фильмов и боевиков Йозеф Мах активно сотрудничал с автором-сценаристом Антонином Прхалом — бывшим высокопоставленным офицером чехословацкой госбезопасности.

## Источник
- Йозеф Мах на сайте the Internet Movie Database (англ.)
- Josef Mach — autor dvou diváckých hitů (чешск.)